# 本間利彦
本間 利彦（ほんま としひこ、1967年3月24日 - ）は、愛知県出身のオートバイ・ロードレースライダー。

## 略歴
- 1982年 二輪車免許を取る前からオートバイに興味を示し、名古屋市のアトランタ・ツーリングクラブに在籍。二輪免許取得後はウイリーの成功距離等でメンバーを驚かせた。
- 1986年 19歳で全日本ロードレース国際A級デビュー。富士スピードウェイで開催された国際格式レース「スーパースプリント'86」GP250ccクラス、雨の中で行われた第1ヒートでカルロス・ラバードやシト・ポンスといったワークスライダーを退けて優勝。第2ヒートで15位に終わったことで総合結果は5位だったが、この活躍でヤマハ関係者の目に留まる。在籍チームはウカワR&Mコメット。リーダーは今は亡き山川守であった。
- 1987年 ヤマハ発動機と契約し全日本ロードレース選手権GP250ccクラスランキング3位

当時ヤマハのエースライダーだった奥村裕の負傷により、当初乗っていたTZ250からワークスマシンのYZR250に乗り換え、ホンダのエースライダー清水雅広とチャンピオン争いを展開。ヤマハ勢最上位のランキング3位を獲得する。
- 1988年 全日本ロードレース選手権GP250ccクラスチャンピオン

前年の活躍でヤマハワークス入りを果たすが、当初ヤマハは全日本選手権にワークスマシンYZR250を投入せず、新型の後方排気型市販TZ250での参戦となった（市販レーサーのTZと区別するため、ワークスマシンはTZ250改またはTZ改と呼ばれていた）。性能的に不利ながらもスポット参戦した日本GPではポールポジションを獲得。全日本選手権第3戦で優勝したことから、ヤマハはシーズン途中から再びYZR250を本間に与え、見事チャンピオンを獲得する。
- 1989年 全日本ロードレース選手権GP250ccクラスランキング2位

シーズン当初からワークスマシンYZR250を与えられ連覇に挑むが、シーズン途中の怪我により後半は成績不振に陥り、チャンピオンを逃す。
- 1990年 全日本ロードレース選手権GP500ccクラスに転向。
- 1991年 全日本ロードレース選手権GP500ccクラスランキング6位
- 1992年 全日本ロードレース選手権GP500ccクラスランキング4位
- 1993年 全日本ロードレース選手権GP500ccクラスランキング2位

阿部典史とのチャンピオン争いに敗れ、年間ランキング2位に終わる。
- 1994年 全日本選手権からGP500ccクラスが廃止されたため、テストライダーに転向。
- 1995年 ロードレース世界選手権・日本グランプリの500ccクラスにスポット参戦。ポールポジションのケビン・シュワンツに続き予選2位を獲得する。
- 1996年 全日本ロードレース選手権GP250ccクラスランキング5位

3年ぶりに全日本選手権にフルエントリー。
- 1997年 再びヤマハ発動機　テストライダーに転向。
- 1998年 ヤマハ発動機　ワークステストライダー　（ロードレース世界選手権250ccクラスのフランスGP（9位）とイタリアGP（リタイヤ）にスポット参戦）
- 1999年 ヤマハ発動機　ワークステストライダー
- 2000年 ヤマハ発動機　ワークステストライダー
- 2001年 ヤマハ発動機　ワークステストライダー
- 2002年 ヤマハ発動機　ワークステストライダー
- 2003年 引退